# Mehmed Said Galip Pasha
Mehmed Said Galip Pasha (turco moderno: Mehmet Sait Galip Paşa; 1763/1764, Constantinopla (Istambul) - 1829, Balıkesir) foi um estadista otomano. Ele foi grão-vizir do Império Otomano de 13 de dezembro de 1823 a 14 de setembro de 1824. Foi signatário do Tratado de Paris (1802) com a França, encerrando a campanha francesa no Egito e na Síria.